# Branäs
Branäs er en vintersportsby og et skisportsanlæg i Värmland, Sverige.